# Anolis homolechis
Espèce
Synonymes
- Xiphosurus homolechis Cope, 1864
- Norops homolechis (Cope, 1864)
- Anolis calliurus Ahl, 1924
- Anolis muelleri Ahl, 1924
- Anolis cubanus Ahl, 1925
- Anolis patricius Barbour, 1929
- Norops homolechis turquinensis (Garrido, 1973)

Anolis homolechis est une espèce de sauriens de la famille des Dactyloidae.

## Répartition
Cette espèce est endémique de Cuba.

## Description

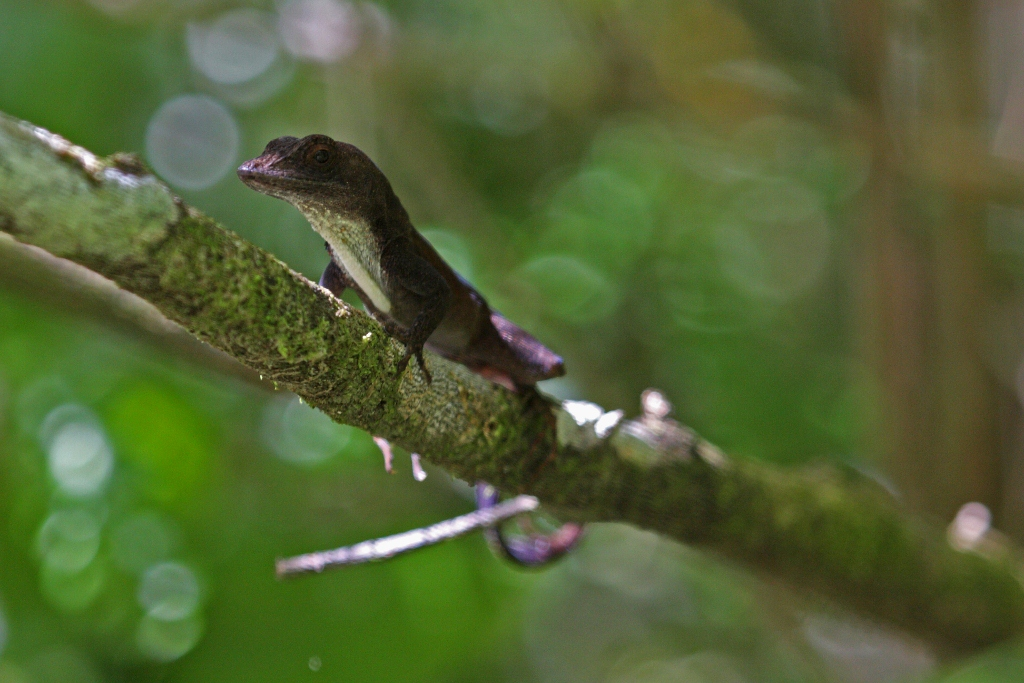

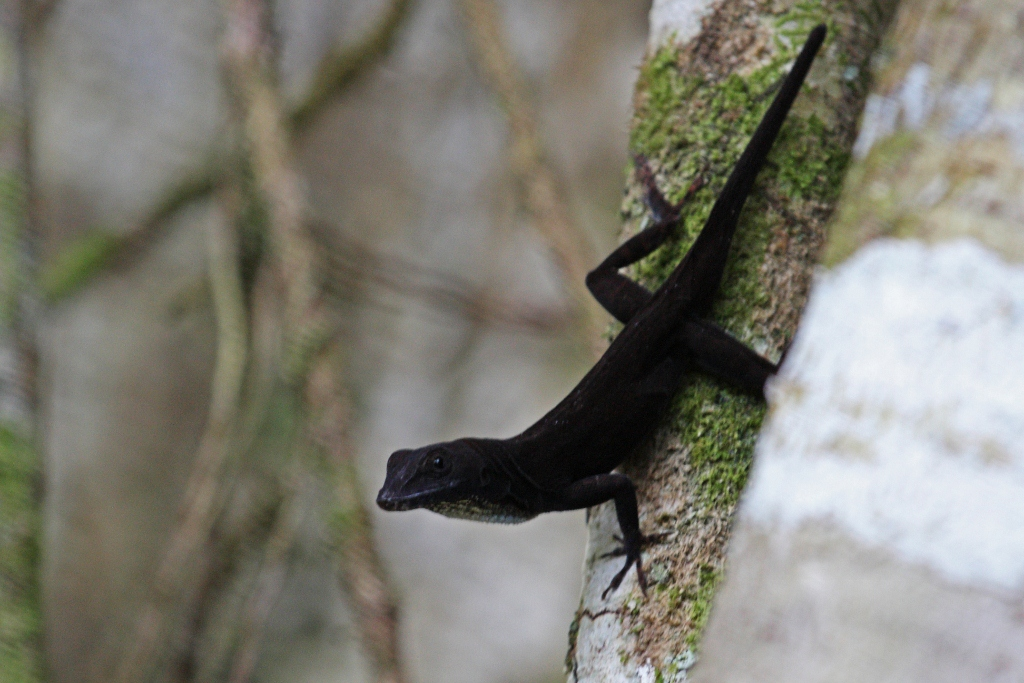

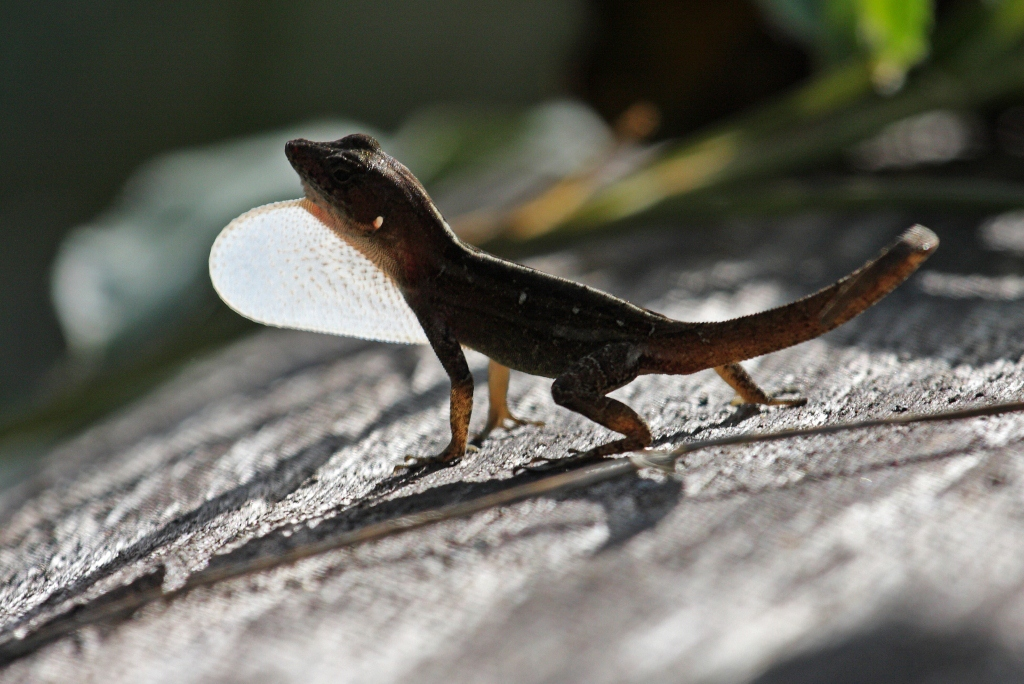

Les mâles mesurent jusqu'à 70 mm et les femelles jusqu'à 48 mm.

## Liste des sous-espèces
Selon The Reptile Database (17 décembre 2013) :
- Anolis homolechis homolechis (Cope, 1864)
- Anolis homolechis turquinensis Garrido, 1973

## Publications originales
- Cope, 1864 : Contributions to the herpetology of tropical America. Proceedings of the Academy of Natural Sciences of Philadelphia, vol. 16, p. 166-181 (texte intégral).
- Garrido, 1973 : Distribución y variación de Anolis homolechis Cope (Lacertilia: Iguanidae) en Cuba. Poeyana, no 120, p. 1-68.